# 馮有年
馮有年（1500年—？年），字子占，號補齋，直隸常州府無錫縣人，軍籍，治《書經》，明朝政治人物。

## 生平
嘉靖十三年（1534年）甲午科應天府鄉試第一百二十四名舉人。嘉靖二十三年（1544年）中式甲辰科會試第一百三名，登第二甲第二十六名進士。官户部员外郎。

## 家族
曾祖馮以順；祖父馮緒；父馮季貴，母周氏。